# Kolomenskoje
Kolomenskoje (Коломенское) je muzeum v přírodě nacházející se na jihovýchodním předměstí Moskvy. Areál má rozlohu 390 hektarů.

## Historie
První písemná zmínka o vesnici Kolomenskoje pochází z roku 1339. Od 16. století si strategické návrší nad řekou Moskvou poblíž důležité cesty do města Kolomna (odtud název) vybrali ruští carové za letní sídlo. V roce 1532 byl na počest narození následníka trůnu, známého později jako Ivan Hrozný, vybudován unikátní chrám Nanebevstoupení Páně (lidově Bílý sloup), který je od roku 1994 na seznamu světového dědictví UNESCO. V Kolomenském vyrostlo množství významných staveb a byl také vybudován výstavný lesopark, ale po přenesení hlavního města do Petrohradu ztratilo sídlo na významu. V roce 1923 bylo místo vyhlášeno památkovou rezervací, kam byly postupně přeneseny ukázky historické architektury z celého Ruska. V roce 1960 bylo Kolomenskoje připojeno k Moskvě. V roce 2010 byl znovuvybudován dřevěný carský palác, zničený v 18. století. Skanzen je oblíbeným cílem výletů, konají se zde různé kulturní a společenské akce, např. celoruský festival medu.